# Zosteria punicea
Zosteria punicea là một loài ruồi trong họ Asilidae. Zosteria punicea được Daniels miêu tả năm 1987. Loài này phân bố ở miền Australasia.